# Прилуцька округа
Прилу́цька окру́га — адміністративно-територіальна одиниця Української СРР в 1923–1930 роках. Утворена 7 березня 1923 року у складі Полтавської губернії. Окружний центр — місто Прилуки.

## Історія
До Прилуцької округи увійшли 14 волостей Прилуцького повіту, 12 волостей Пирятинського повіту, 2 волостей Лохвицького повіту Полтавської губернії та 3 волостей Переяславського повіту Київської губернії, внаслідок чого на місці колишніх 31 волості та 274 сільрад створено 12 районів і 160 сільрад. 
Поділялася на райони: Березоворудський (Теплівський), Варвинський (Гнідинський), Іваницький, Лехнівський, Малодівицький, Пирятинський, Прилуцький, Срібнянський, Турівський, Харковецький, Яблунівський, Яготинський. Площа округи становила 6,9 тис. км², населення — 510,1 тис. осіб (1930), із них 8,2% міських жителів. Українців було 95,7%, євреїв — 3%.. У Прилуках було 28,6, а у Пирятині 12,2 тис. жителів.
З червня 1925 року у зв’язку з ліквідацією Золотоніської округи її Драбівський і Ковалівський (згодом — Бирлівський) райони передано Прилуцькій окрузі, а Лехнівський район Прилуцької округи віднесено до Київської округи.  
Станом на 1925 рік Прилуцька округа складалася з 13 районів і 188 сільрад. 1928 року розформовано Харковецький район, а його територію розподілено між Пирятинським і Варвинським районами.
13 червня 1930 року Прилуцьку округу розформовано, а її територію включено до складу Лубенської округи. 

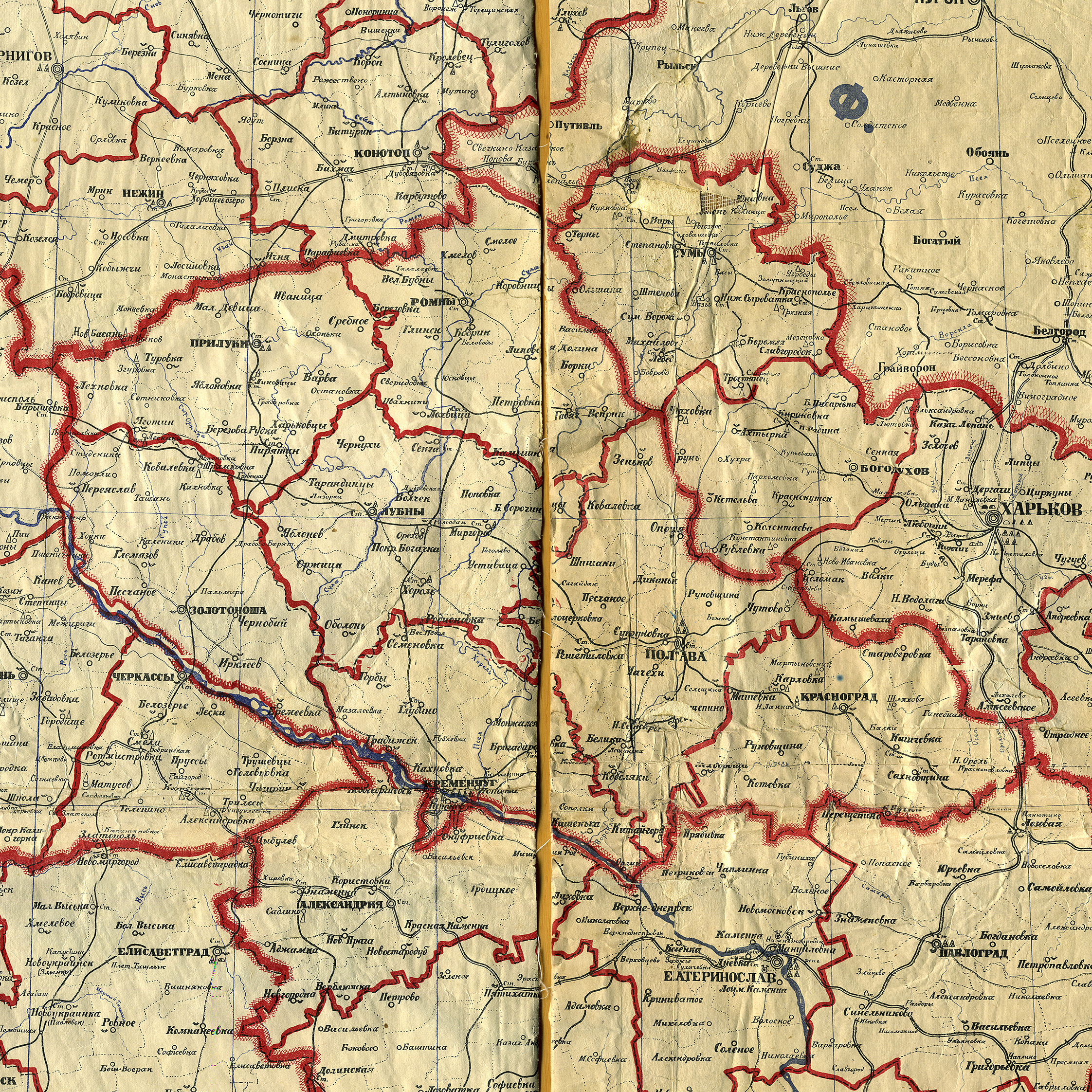
Карта Прилуцької округи у складі Полтавської губернії, 1923
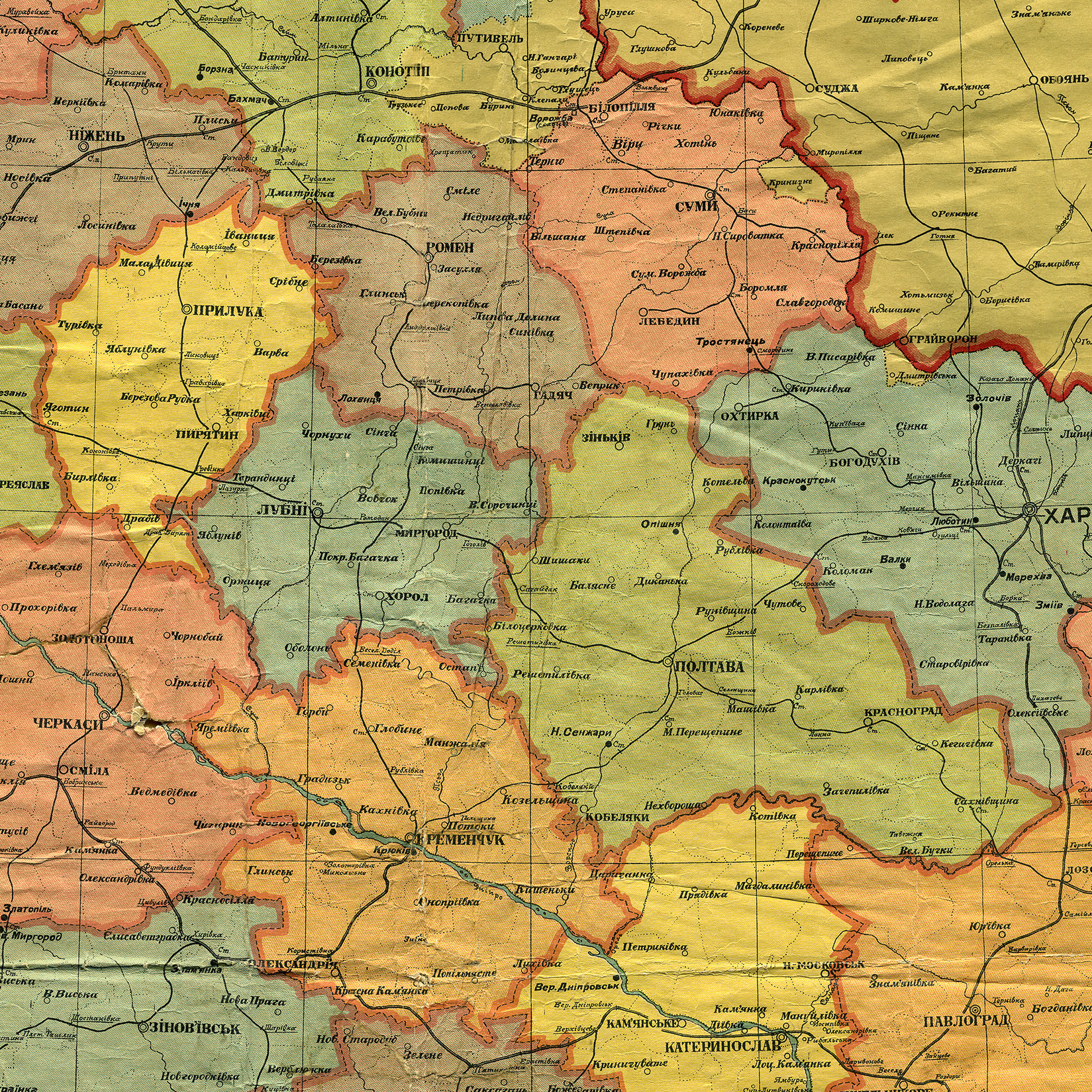
Карта Прилуцької округи, адміністративні межі станом на 1 жовтня 1925
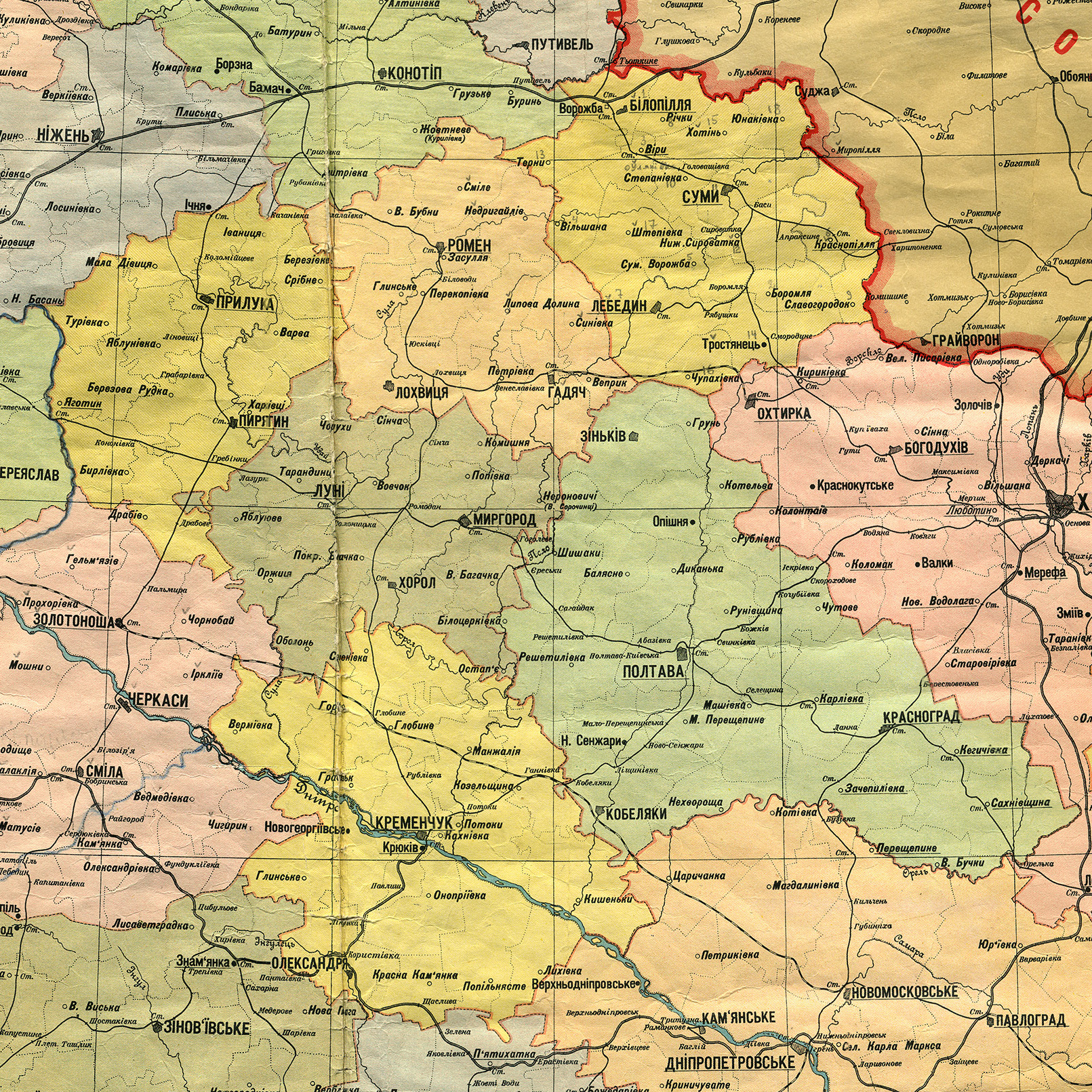
Карта Прилуцької округи, адміністративні межі станом на 1 березня 1927

## Економіка
Промисловість була слабо розвинена, переважала буряко-цукрова, борошняна, тютюнова. Із корисних копалин видобувалися глина та торф. 
На 1930 рік в окрузі було дві лінії Південної залізниці довжиною 179 км.
Зернові культури займали 82% посівної площі (33,4% — жито, 19,8% — овес, 13,9% — пшениця, 8,2% — гречка, 6,4% — трави, 3,3% — буряки). Великої рогатої худоби 141,2 тис. голів, серед них 72,1 корів.

## Населення
За даними перепису 1926 року чисельність населення становила 510 064 осіб. 

### Національний склад
Населення та національний склад районів округи за переписом 1926 року
| Район            | Населення, осіб | Національний склад, % | Національний склад, % | Національний склад, % | Національний склад, % | Національний склад, % | Національний склад, % |
| Район            | Населення, осіб | українці              | євреї                 | росіяни               | білоруси              | поляки                | цигани                |
| ---------------- | --------------- | --------------------- | --------------------- | --------------------- | --------------------- | --------------------- | --------------------- |
| м. Прилуки       | 28 621          | 63,3                  | 31,4                  | 3,8                   | 0,2                   | 0,3                   | 0,1                   |
| Березоворудський | 33 215          | 98,8                  | 0,2                   | 0,6                   |                       | 0,1                   | 0,1                   |
| Бирлівський      | 38 495          | 98,7                  | 0,1                   | 0,7                   | 0,1                   |                       | 0,1                   |
| Варвинський      | 36 125          | 99,1                  | 0,2                   | 0,4                   |                       |                       | 0,1                   |
| Драбівський      | 45 438          | 98,5                  | 0,4                   | 0,8                   | 0,1                   | 0,1                   |                       |
| Іваницький       | 24 321          | 99,0                  | 0,2                   | 0,5                   |                       |                       | 0,2                   |
| Малодівицький    | 34 216          | 99,4                  | 0,1                   | 0,4                   |                       |                       |                       |
| Пирятинський     | 46 823          | 89,4                  | 8,4                   | 1,5                   | 0,2                   | 0,2                   | 0,1                   |
| Прилуцький       | 40 143          | 98,9                  | 0,1                   | 0,8                   |                       |                       |                       |
| Срібнянський     | 42 179          | 99,2                  | 0,2                   | 0,4                   | 0,1                   |                       |                       |
| Турівський       | 38 657          | 98,4                  | 0,1                   | 0,9                   | 0,2                   | 0,2                   |                       |
| Харківецький     | 17 189          | 99,2                  | 0,1                   | 0,6                   |                       |                       |                       |
| Яблунівський     | 39 349          | 98,8                  | 0,1                   | 0,7                   | 0,1                   | 0,1                   |                       |
| Яготинський      | 45 293          | 95,1                  | 3,3                   | 1,1                   | 0,1                   | 0,1                   |                       |
| Прилуцька округа | 510 064         | 95,7                  | 3,0                   | 0,9                   | 0,1                   | 0,1                   | 0,1                   |

### Мовний склад
Рідна мова населення Прилуцької округи за переписом 1926 року
| Район            | Населення, осіб | Рідна мова, % | Рідна мова, % | Рідна мова, % |
| Район            | Населення, осіб | українська    | російська     | інша          |
| ---------------- | --------------- | ------------- | ------------- | ------------- |
| м. Прилуки       | 28 621          | 62,2          | 11,2          | 26,6          |
| Березоворудський | 33 215          | 98,9          | 0,7           | 0,4           |
| Бирлівський      | 38 495          | 98,9          | 0,8           | 0,3           |
| Варвинський      | 36 125          | 99,1          | 0,5           | 0,4           |
| Драбівський      | 45 438          | 98,7          | 0,8           | 0,5           |
| Іваницький       | 24 321          | 98,9          | 0,6           | 0,5           |
| Малодівицький    | 34 216          | 99,3          | 0,5           | 0,2           |
| Пирятинський     | 46 823          | 90,0          | 3,7           | 6,3           |
| Прилуцький       | 40 143          | 98,9          | 0,9           | 0,2           |
| Срібнянський     | 42 179          | 99,1          | 0,4           | 0,4           |
| Турівський       | 38 657          | 98,2          | 1,3           | 0,5           |
| Харківецький     | 17 189          | 99,2          | 0,5           | 0,2           |
| Яблунівський     | 39 349          | 98,6          | 1,1           | 0,4           |
| Яготинський      | 45 293          | 95,1          | 1,4           | 3,5           |
| Прилуцька округа | 510 064         | 95,7          | 1,7           | 2,7           |

## Керівники округи

### Відповідальні секретарі окружного комітетуКП(б)У
- Шуб Олександр Ісакович (.02.1923—.12.1926),
- Макеєнко Михайло Микитович (1926—1929),
- Стецюра Микола Васильович (1929—20.06.1930)

### Голови окружного виконавчого комітету
- Касьян Яків Якович (1923—1927),
- Цюпак Олександр Порфирович (1927—1927),
- Голишев Георгій Юхимович (1928—.03.1929),
- Кириченко Семен Трифонович (.03.1929—.05.1930)